# Фоминские князья
Фоми́нские князья — русский княжеский род, ветвь Смоленских князей. Род внесён в Бархатную книгу.

## Краткая история рода Фоминских князей
Согласно генеалогической росписи, приведённой в «Российской родословной книге» П. В. Долгорукова, предком князей Фоминских был Константин Давыдович, сын смоленского князя Давыда Ростиславича. Данный тезис не находит подтверждения в первоисточниках, но некоторые исследователи считают его достоверным. По словам автора роспись основана на древнем родословце, принадлежавшем в XVI веке князю Д. И. Хворостинину, а в начале XIX века А. И. Мусину-Пушкину и сгоревшем в пожаре 1812 года. Существует и другая версия родословной Фоминских, показанная в Бархатной книге, по которой они происходят не от Константина Давыдовича, а от Юрия Святославича, но такая версия хронологически невозможна.
Согласно Долгорукову, у Константина был сын Юрий, а у того двое сыновей — Константин и Юрий. У Константина было 3 сына: Фёдор Большой Красный, ставший родоначальником утративших княжеский титул дворянских родов Скрябиных, Травиных, Осокиных, Пырьевых; Фёдор Средний Слепой, считающийся родоначальником утративших княжеский титул дворянских родов Бокеевых, Карповых и Долматовых-Карповых; а также Фёдор Меньшой, родоначальник князей Козловских и утративших княжеский титул дворянских родов Ржевских и Толбузиных. У другого сына, Юрия, был сын Фёдор, которого Квашнин-Самарин идентифицирует с упоминаемым в 1314 году ржевским князем Фёдором, к которому выводят происхождение утративших княжеский титул дворянских родов Полевых и Еропкиных.
В 1345 году предки Фоминских князей получили Волок Ламский на московской службе. Представители рода правили в разных уделах Фоминско-Березуйского княжества, а также в Ржевском княжестве. Точно не установлено, когда они утратили свои владения и титулы. Вероятно это произошло до XV века при переходе на службу к московским великим князьям. Титул сохранили только князья Козловские.

## Генеалогия
- Юрий Константинович, князь Фоминский и Ржевский
  - Константин Юрьевич, князь Фоминский и Березуйский
    - Фёдор Константинович Красный (ок. 1300 — 5 марта 1387), князь Фоминский и Березуйский; жена: Евпраксия Фёдоровна, дочь смоленского князя Фёдора Святославича
      - Михаил Фёдорович Крюк, боярин
        - Борис Михайлович Крюков, боярин
        -  Иван Михайлович Крюков, боярин

      - Иван Фёдорович Собака, боярин
        -  Травины, Скрябины, Осокины, Пырьевы

      - Борис Фёдорович Вепрь
        -  Василий Борисович Вепрев
          -  Фёдор Васильевич Вепрев

      -  Иван Фёдорович Уда, боярин

    - Фёдор Константинович Средний (Слепой), князь Фоминский и Березуйский
      -  Андрей Фёдорович Коробья
        -  Фёдор Андреевич Коробьин
          - Семён Фёдорович Бокей
            -  Бокеевы

          -  Карп Фёдорович
            -  Карповы и Долматовы-Карповы

    -  Фёдор Константинович Меньшой (ум. 1-я половина XIV века), князь Фоминский, Березуйский и Ржевский
      - Василий, князь Козловский
        -  князья Козловские

      - Фёдор Фёдорович (ум. 1348), князь Ржевский
        -  Ржевские

      -  Иван Фёдорович Толбуга
        -  Толбузины

  -  Юрий Юрьевич, князь Ржевский
    -  Фёдор Юрьевич, князь Ржевский
      - Борис Фёдорович
        -  Александр Борисович Поле (ум. после 1401), боярин в 1389
          -  Полевы

      -  Остафий Фёдорович
        -  Иван Остафьевич Еропка
          -  Еропкины